# スター・ロード
スター・ロード（Star-Lord）、またはピーター・クィル（Peter Quill）は、マーベルコミックスが出版するコミック作品に登場するキャラクター、スーパーヒーローである。スティーヴ・エングルハートとスティーヴ・ギャンによって創造されたこのキャラクターは『マーベル・プレビュー』第4号（1976年1月）で初登場した。
地球人の母と宇宙人の父のあいだに生まれたクィルは銀河警察の証であるスター・ロードのマントを受け取り、スーパーヒーローとなった。2000年代後半にはクロスオーバーイベントの「アナイアレーション」及び「アナアイレーション: コンクエスト」で重要な役割を務めた後、宇宙空間を拠点とするスーパーヒーローチームのガーディアンズ・オブ・ザ・ギャラクシーのリーダーとなった。
スター・ロードはアニメ、ゲームにも登場する。

## 出版上の歴史
スター・ロードは『マーベル・プレビュー』第4号で初登場した。
スターロードは『マーベル・プレビュー』に登場し続け、クリス・クレアモントはキャラクターを刷新し、ハインライン・ジュブナイルのようなSF冒険ストーリーを描いた。ハインラインの弁護士が法的行動に移り出すとリプリント版には「a novel-length science fiction spectacular in the tradition of Robert A. Heinlein」という宣伝文句が入った。『マーベル・プレビュー』の後にスターロードは『マーベル・スーパー・スペシャル、『マーベル・スポットライト』、『マーベル・プレミア』に登場した。
スターロードは『サノス』第8-12号（2004年5月 - 9月）と『アナイアレーション』第1-6号（2006年）で再登場を果たした。翌年には『アナアイレーション: コンクエスト』にも登場し、さらにそれに繋がる全4号の初のセルフタイトル『アナアイレーション: コンクエスト - スターロード』も出版された。『アナアイレーション: コンクエスト』の後は『ガーディアンズ・オブ・ザ・ギャラクシー』で中心的なキャラクターとなり、終了する第25号まで登場し続けた。同誌のプロットラインはミニシリーズ『ザ・サノス・インペラティブ』で完結した。
スターロードは『アベンジャーズ・アッセンブル』第4-8号（2012年6月 - 10月）で他のガーディアンズと共に再登場した。またマーベルNOW!の一環でリランチされた『ガーディアンズ・オブ・ザ・ギャラクシー』第3期にも登場している。

## キャラクターのバイオグラフィ

### オリジン
ピーター・クィルは多数の惑星が直列する、珍しい天文現象が起こった日に生まれた。全く外見が似ていないクィルの父親と思われる男は妻のメディスの不貞を非難し、赤ん坊であったクィルを殺そうとするが、心臓発作により死亡する。クィルは母親のみによって育てられるが、彼女は11歳の時にエイリアンによって殺害された。クィルは孤児院に入るが脱走し、最終的にはNASAの訓練飛行士となる。宇宙ステーションに滞在中、クィルはマスター・オブ・ザ・サンという宇宙人と出会い、彼に認められると惑星間警官のマントを受け取ってスターロードとなった。
数年後、スターロードは世界を破壊する奴隷商人を止める活動に係わった。この際に彼はスパルトイ帝国の皇帝とその叔父のプリンス・ギャレスを入れ替える陰謀を知る。これを阻止するためにスターロードは旅立ち、そして母を殺したエイリアンと遭遇する。そしてスターロードはジェイソン皇帝と出会い、彼は自分が父親であることを明かす。ジェイソンは宇宙船が地球に墜落した際にメレディス・クィルと出会い、恋に落ちるが、出発の時が来るとジェイソンは彼女を守るために記憶を操作して2人が過ごした時間を夢と認識させた。
2013年には設定が若干変更されたオリジン・ストーリーが描かれた。人型エイリアンのスパルタクスのジェイソン（J'son）は乗っていた宇宙船が地球に墜落し、そこでメレディスという女性と短い間恋愛関係となる。メレディスはジェイソンとの子のピーターを宿し、彼が地球を去った後に出産して1人で育て上げた。それから10年後、メレディスはバドゥーンと呼ばれるエイリアンにより殺害される。ピーターはショットガンでエイリアンを殺害し、そして母のクローゼットから父が残した銃を発見する。その後ピーターの家は宇宙船の攻撃により爆破され、標的を全滅させたと認識した彼らは地球を去るが、直前にピーターは脱出していた。

### アナイアレーション以降
スターロードは元ヘラルド・オブ・ギャラクタスのフォールン・ワンと遭遇し、両者はキルン刑務所へ収監された。アナイアレーション・ウォーの際にスターロードはノヴァによって解放され、アニヒラスとの戦いに参加した。
クリーの故郷のハラがファランクスによって侵略された際、スターロードは抵抗軍を率いた。スターロードは銀河の驚異を未然に防ぐため、ガーディアンズ・オブ・ザ・ギャラクシーを結成した。
キャンサーバースとの戦いの際にスターロードはサノスを止めるために自らの命を犠牲にした。その後、過程は不明であるが復活し、新たなガーディアンズを率いて地球を侵略するサノスと戦うアベンジャーズを助けた。この後スターロードとガーディアンズはバドゥーンと衝突した。

## パワーと能力
スターロードは近接戦闘を得意とし、様々な人間やエイリアンの武器に精通し、またエイリアンの慣習、文化、社会の知識を備えた戦略家である。
スターロードの格好をした際のピーター・クィルは力と耐久性を強化し、宇宙を移動する能力を備えたスーツを身につけている。また四大元素のうちの1つを射出する「エレメント・ガン」を武器として使う。さらに自分の宇宙船「シップ」との精神リンクを共有している。

## 他のバージョン
「エイジ・オブ・ウルトロン」のストーリーラインで、ウルヴァリンとスーザン・ストームが過去へ遡ってウルトロンを創る前のヘンリー・ピムを殺害したために別の時間線が生まれる。この新しい世界でのスターロードは、アベンジャーズに代わって世界最初のスーパーヒーローチームとなったディフェンダーズの一員である。

## MCU版
マーベル・シネマティック・ユニバース（MCU）では、クリス・プラットが演じる。日本語吹替は山寺宏一が担当。
本項は、“アース616”（正史の宇宙）におけるピーター・クイル/スター・ロードを主軸に表記する。

### キャラクター像
“スター・ロード”＜冒険野郎＞と名乗って銀河中を飛び回るトレジャーハンター。1988年に、故郷である地球のアメリカ合衆国ミズーリ州で母であるメレディス・クイルの最期を看取って泣き崩れていたところに、宇宙海賊“ラヴェジャーズ”の一部隊のリーダーであるヨンドゥ・ウドンタによって拉致され、彼にラヴェジャーズの一員として育てられた。地球人の姿をしているが、“天人（セレスティアル）”のエゴとメレディスの間に生まれた、宇宙人と地球人のハーフである。
普段は遊び人風に振る舞い、あちこちの星の女性たちと交際する度に痛い目に遭ってきたなど浮ついた青年で、詐欺罪1件、公の場での酩酊2件、暴行罪1件の前科もある。その反面かなりのお人好しで、人道的な心を秘めており、若干日和見主義で迂闊なところも少なくないものの、根拠のない自信と反骨心も有し、メレディスを失って以来、愛情や温かさを求める一面も持つ。暇な時や気分が良い時はいつも愛聴の音楽を耳にしながらダンスしている。少年期を過ごした80年代のポップカルチャーにこだわりを持っており、しばしばそれに由来する台詞を口にする。また、喉には翻訳機が埋め込まれており、かつて属していたラヴェジャーズのユニフォームである革ジャケットやコートを現在でも羽織っている。長年にわたって実の父親を知らずに育ったため、地球のスーパースターだったデビッド・ハッセルホフを理想の父親像としている。
“ガーディアンズ・オブ・ギャラクシー”を結成すると、個性と灰汁が強くまとまりが無い仲間たちと幾度となく揉めながらも、ムードメーカー兼中心格として皆を強く想う気持ちも見せていく。そしてチームの一員であるガモーラとは、紆余曲折の末に恋仲となる。

### 『ホワット・イフ...?』版
声 - ブライアン・T・ディレイニー
日本語吹替 - 山寺宏一
ピーター・クイル（アース21818）
“アース21818”のクイル。エゴを実父に持ち、音楽を嗜好するなど基本的な性格は正史のクイルと同等だが、ラヴェジャーズに拉致されずに地球で育ったため、宇宙海賊やガーディアンズの一員になることなく、故郷であるミズーリ州のデイリークイーンで働いている。
ピーター・クイル / スター・ロード（アース29929）
“アース29929”のクイル。この宇宙ではガーディアンズ・オブ・ギャラクシーの一員である。

### 能力
ラヴェジャーズの一員になってから、ヨンドゥたちの手で近接戦闘、射撃、曲芸的な身のこなし、宇宙船操縦、窃盗までさまざまな技能を仕込まれたため、盗みの腕は自身の生計を立てられるほど抜群で、ピッキングやすり替えも朝飯前である。数種類の宇宙船も自信を持って操縦でき、加えて優れた射撃の腕前と複数のツールを使いこなすことにより、“サカアラン兵”程度なら軽くあしらえるほどの戦闘スキルを披露し、臨機応変に交渉術や機転を利かせて、相手を出し抜くことを得意とする。そして仲間たちとの作戦立案と各々の役割分担、一致団結のための鼓舞などを自然と行えるほどのカリスマ性とリーダーシップも秘めている。
また、天界人の血を引くため、仲間たちの支えを受けたことも手伝って“パワー・ストーン”の力を制御したり、“エゴの星”に滞在することで天界人の光が燃え続ける限り、物質とエネルギーを自在に操れるようになって、特殊装備無しで宙を高速飛行したり、全身を包んだ岩石を瞬時にパックマンの形へ固めるなどの超常的な力を解放できる。

### ツール・宝物
スター・ロードのヘルメット（Star-Lord's Helmet）
顔面から後頭部までを覆うメカニカルなマスク。クイルが右耳の真後ろに取り付けているイヤーピースを押すことで実体化し装着される。頭部の防護は勿論、赤いヘッドアップディスプレイは発光機能と熱・紫外線可視機能に危険感知システムを搭載しており、内蔵された気圧制御器と、空気清浄器、予備用酸素によって装着者に異星の大気中や宇宙空間での呼吸を可能にし、さらに内部通信リンクまで搭載している。
クイル以外の人物に装着させることも可能で、ガモーラが宇宙空間へ放り出されてしまった際にクイルは、彼女を助命するために自分の頭部から外したこのマスクをガモーラに装着させる。エゴとの決戦で相手の攻撃により一度破損している。
ティ・チャラ/スター・ロードが愛用するものは、ヘッドアップディスプレイが紫色となっている。
クアッドブラスター（Quad Blasters）
クイルが左右太もも側面のホルダーで携行し、メインウェポンとして愛用する二筒式ツインブラスターハンドガン。上下に分かれた銃身が特徴で、上部の銃口から放つ黄色い破壊ビーム1発の攻撃力は生身の敵を吹き飛ばすほど高く、下部の銃口からは浴びせた相手を痺れさせる電気エネルギーも放つ。破壊ビームと電気エネルギーを同時に放つことも可能。クイルはラヴェジャーズに加入してから最初のクリスマスシーズンの頃にヨンドゥからこの武器をプレゼントされてすぐさま使用するようになり、この武器で射撃のみならず、銃身での殴打も行う。
ティ・チャラ/スター・ロードが愛用するものは、銃身のカラーがメタリックパープルとなっている。
ジェットブーツ（Jet Boot Attachments）
両脚に装着しているエンジン付きのブーツ。ズボンの膝の側面に付いた起動スイッチを押すことでエンジンが点火し、空中の移動や高所からの着地、宇宙空間の短時間飛行が可能となる。クイルは仰向けの姿勢でエンジンを点火させ、地面を滑るように後ろ向きに飛行しながら攻撃したり、外したエンジンを相手に取り付けて、遠方へ弾き飛ばすなどのトリッキーな戦法も見せる。
ホロマップ投影機（Holo-Map Projector）
惑星“モラグ”で使用した特殊装置。装置から発するスキャン光線で探査した地域の建築物の構造から風景などの過去の様子をホログラムで再現できる。
万能ピック（Lock Pick）
あらゆる扉の鍵を開錠するピッキングツール。モラグの廃墟の扉を開けるために使用。
後に2023年の未来から2014年のモラグにタイムトラベルしてきたネビュラも、当時のクイルのものを使用する。
プラズマ・スフィア（Plasma Sphere）
掌大のボール。暗所に光を灯す照明として使用する他、暴発させると浴びた者を瞬時に消滅させるほどの高エネルギー波を放つ。クイルはこれを用いて、モラグの廃墟内のオーブを保管していた薄暗い部屋を照らし、サカアラン兵2体を消滅させる。
後に2023年の未来から2014年のモラグにタイムトラベルしてきたジェームズ・“ローディ”・ローズ/ウォーマシンも、当時のクイルを気絶させて使用する。
エネルギー・ボーラ（Energy Bolas）
クイルが所持している特殊装置。起動ボタンを押すことで、近接センサーが選定した目標に向かって赤いエネルギーコードを発生させ、捕縛する。
インターディメンショナル・トラッカー（Inter-Dimensional Tracker）
やや古びた携帯端末型の電子装置。次元の異変を突きとめるために用いられ、異変を探知すると警報音が鳴る。“アビリスク”の接近を探知するために使用される。
この装置の筐体は、1977年にアメリカで発売されたマテル・エレクトロニクスの携帯ゲーム機『マテル・フットボール』である。
TPS-L2
地球から連れ去られた時から所持していたソニーの初代カセットウォークマン。クイルはメレディスから貰ったこのウォークマンを長年愛用してきたが、本性を表したエゴに握り砕かれてしまう。
最強MIX（Awesome Mix）
クイルがウォークマンと共にメレディスから貰ったカセットテープ。クイルは“No.1”と“No.2”を所有しており、2個ともクイル母子が愛聴する数々の70～80年代ソングが収録されている。
クイルにとってこのカセットテープ2個とウォークマン、そして愛機の“ミラノ号”に取り付けたオーディオラジカセが宝物であるため、“キルン刑務所”からの脱獄直前には、単身で取り戻しに向かっている。
Zune
地球で販売されていたマイクロソフト社製の携帯音楽プレイヤー。ヨンドゥが生前に、クイルへのプレゼントとしてガラクタショップで購入していたもので、300曲以上の音楽が保存されている。エゴとの戦いの後、これをクラグリン・オブフォンテリからヨンドゥの形見として託されたクイルは、失ったウォークマンに代わる音楽プレイヤーとして愛用するようになる。
このほかにもクイルは、キルン刑務所で囚人の一人から買い取った義足や、ノバ軍の兵士のライフルも武器として使用している。

### 各作品での活躍
『ガーディアンズ・オブ・ギャラクシー』
本作でMCU初登場。
宇宙を滅ぼしかねない強力な力を持つパワー・ストーンが納められた“オーブ”を求めてモラグに降り立ち、オーブが封印されている廃墟の内部でダンスをしながら進んで、駆けつけたコラス・ザ・パーサーらを退けてオーブを入手するも、惑星“ザンダー”で売り払うことを断られたオーブの奪取に現れたガモーラや、ヨンドゥが自分にかけた懸賞金を狙うグルート&ロケットと三つ巴の騒動を起こしたことで、キルン刑務所に収監されてしまう。
しかし、オーブを売って得た大金の山分けを条件に、ガモーラたちと手を組み、別の罪状で収監されていたドラックスも同伴させてキルン刑務所の脱獄に成功。採掘コロニーの“ノーウェア”でタニリーア・ティヴァン/コレクターにオーブを売り払おうとするが、ストーンの暴発でまたしても売却に失敗し、ガモーラが生命の危機に晒されたことで彼女を救う代わりにヨンドゥに自身の身を差し出した。
ヨンドゥから裏切ったと戒めを受けるも、ロナン・ジ・アキューザーからオーブ/パワー・ストーンを取り返すためにラヴェジャーズの協力を取り付け、ガモーラたちとガーディアンズ・オブ・ギャラクシーを結成。ザンダーでのロナンらとの激戦で、グルートを失うも、機転を利かせてストーンを奪還し、ロナン撃破に成功。事後は、ノバ軍警察によって前科を抹消され、ガーディアンズの仲間たちと共に「良いことも悪いことも両方やろう」と決めて新たな旅へと飛び立つ。
『ガーディアンズ・オブ・ギャラクシー:リミックス』
本作では、マンティスのエンパシー能力によって、ガモーラへの恋心が明らかにされると共に謎だった実の父が天界人のエゴであること、自身もエゴと同じ天界人の力を秘めていることが判明する。
惑星“ソヴリン”で“アニュラックス電池”の警備を成功させるも、ロケットが電池をくすねたことでソヴリンの女王アイーシャの逆鱗に触れ、ソヴリン艦隊に追い詰められてしまう。そこで自分たちを救ってくれたエゴと出会い、最初は実父と自称する彼を警戒するが、ガモーラの助言もあってエゴの星へ向かい、父子として触れ合いはじめる。
天界人の使命を説くエゴの考えに傾倒し、ガーディアンズの仲間が目に入らなくなるなど、一時は平常心を失いかけた。しかしメレディスの死の真相やエゴの野望を知り、父を倒すことを決意。戦いの中で、ガーディアンズやヨンドゥこそが自身の本当の「家族」であることを再認識すると、秘められた超常的な力を解放し、エゴと互角以上の激しい肉弾戦を展開した。
やがてエゴが滅びると、力を失った自身はヨンドゥの決死の活躍に救われ、生命を落としたヨンドゥの葬儀に皆と共に立ち会う。
『アベンジャーズ/インフィニティ・ウォー』
本作においてガモーラとの関係は色々あった末に両想いの仲に進展しており、お互いに信頼しあっている。救出したソーの勇ましく逞しい性格と容姿に目を奪われた仲間からぞんざいな扱いを受け、ソーと張り合ってしまうみっともない様子もあったが、 ガモーラと交わした約束を守るために、サノスに捕らわれた彼女に引き金を引くという私情を挟まない行動に出る姿も見せた。
偶然救出したソーから事情を聞き、サノスより先にストーンを回収すべくメンバーを二手に分け、ガモーラ、ドラックス、マンティスを連れて“リアリティ・ストーン”があるノーウェアへ向かうも、現地で待ち伏せしていたサノスにガモーラを拐われてしまった。その後ネビュラの連絡で向かった惑星“タイタン”にてお互いの誤解からトニー・スターク/アイアンマンたちと対立するも、共通の敵がサノスであることと、彼らがソーの話していた“アベンジャーズ”であると同時に、生まれ故郷の地球人であることを知ると戦いを中断して和解、彼等と団結する。
やがてタイタンに現れたサノスに対して、自ら立てた作戦で皆と共に相手を一時捕縛するが、サノスがガモーラを犠牲にしたと知ると、仲間達の制止を振り切ってサノスを殺そうとする程に取り乱し、遂には彼の拘束を解いてしまい作戦を台無しにしてしまう。ガモーラの死とサノスを解放してしまった責任から意気消沈し、地球に向かったサノスが起こした“デシメーション”により、塵と化してしまう。
『アベンジャーズ/エンドゲーム』
本作では、2014年時と現代の双方のクイルが登場する。前者はオーブを求めて降り立ったモラグで、前述と同様にダンスをしながら進んでいたところ、2023年の未来からタイムトラベルしてきたローディに不意打ちされて気を失い、彼とネビュラに万能ピックとプラズマ・スフィアを盗まれる。
後者はデシメーションから5年もの間消滅したままだったが、アベンジャーズの尽力により復活し、クライマックスにおける2014年からタイムトラベルしてきたサノスの群勢との決戦の際に、タイタンと繋がったゲートウェイからドラックス・マンティス・ピーター・パーカー/スパイダーマン・スティーヴン・ストレンジ/ドクター・ストレンジと共に戦地となった“アベンジャーズ・コンパウンド”跡地に登場。大乱闘の中、目の前に現れたガモーラを、自身と出会う前の彼女だと知らずに接すると、軽く痛めつけられてしまった。
トニーによってサノスの群勢が消滅し、戦いが終わると、ガモーラ以外のガーディアンズの仲間たちやネビュラと共に、トニーの葬儀に参列する。その後地球から旅立つ前に、“ベネター号”内でガモーラに想いを馳せながらホロマップを操作していたところに、自分たちの旅に同行しようとするソーに機嫌を損ね、再度張り合いかけながらも、ガーディアンズの仲間たちからソーとの直接対決を囃し立てられて困惑する。
『ホワット・イフ...?』
シーズン1
第2話
アース21818のクイルが物語のラストに登場。夜中の閉店時間となったデイリークイーンで、音楽を聴きながら掃除をしていたところに現れたエゴと邂逅する。
第8話
アース29929のクイルが登場。ソヴリンにおいて、襲撃してきたウルトロン軍団に戦いを挑むも、相手が起こした惑星の滅亡に巻き込まれる。
第9話
アース21818のクイルが登場。“拡張”を企むエゴに取り込まれるも、ティ・チャラに救われた。物語のラストでは、ティ・チャラからクアッドブラスターの撃ち方を教わるなど、彼の友人となったことが示唆される。
シーズン2第2話
『ソー:ラブ&サンダー』

『ガーディアンズ・オブ・ギャラクシー ホリデー・スペシャル』

『ガーディアンズ・オブ・ギャラクシー:VOLUME 3』

## 他のメディア

### テレビ
- テレビアニメ『アベンジャーズ 地球最強のヒーロー』の第1シーズン第6話「Michael Korvac」ではスティーヴ・ダウンズ（英語版）がスター・ロードの声を務めた[26]。

- テレビアニメ『アルティメット・スパイダーマン』の第2シーズン第18話「Guardians of the Galaxy」ではクリス・コックスがスター・ロードの声を務めた[27]。

- テレビアニメ『Avengers Assemble』の第1シーズン第22話「Guardians and Spaceknights」ではクリス・コックスがスター・ロードの声を務めた。

### その他の映画
- オリジナルビデオアニメーション映画『超人ハルク: サカールの預言』ではスター・ロードが台詞無しでカメオ出演した[28]。

### テレビゲーム
- 『リトルビッグプラネット』の「Marvel Costume Kit 5」のパートでスター・ロードはダウンロードコンテンツで登場する[29]。

- 『Marvel Heroes』ではアンソニー・ルイヴィヴァーがスター・ロードの声優を務めた。

- 『LEGO マーベル スーパー・ヒーローズ ザ・ゲーム』ではトラヴィス・ウィリンがスター・ロードの声優を務めた[30]。